# Лайош Кашшак
Лайош Кашшак (угор. Kassák Lajos; 21 березня 1887 Ершекуйвар — 22 липня 1967, Будапешт) — угорський письменник і художник, один з провідних пропагандистів авангарду (конструктивізму, експресіонізму, футуризму, дадаїзму, сюрреалізму) в угорському мистецтві.

## Біографія
Народився в бідній сім'ї помічника аптекаря в Ершекуйваре (нині Словаччина). Деякий час працював робітником-металістом. У 1904 переселився в Будапешт, де включився в профспілковий і соціал-демократичний рух. Пішки і без грошей обходив майже всю Європу. У 1907-1910 жив у Парижі, де познайомився з Гійомом Аполлінером, Блез Сандраром, Робером Делоне і Пабло Пікассо. З 1912 писав експресіоністські вірші, драми і романи.

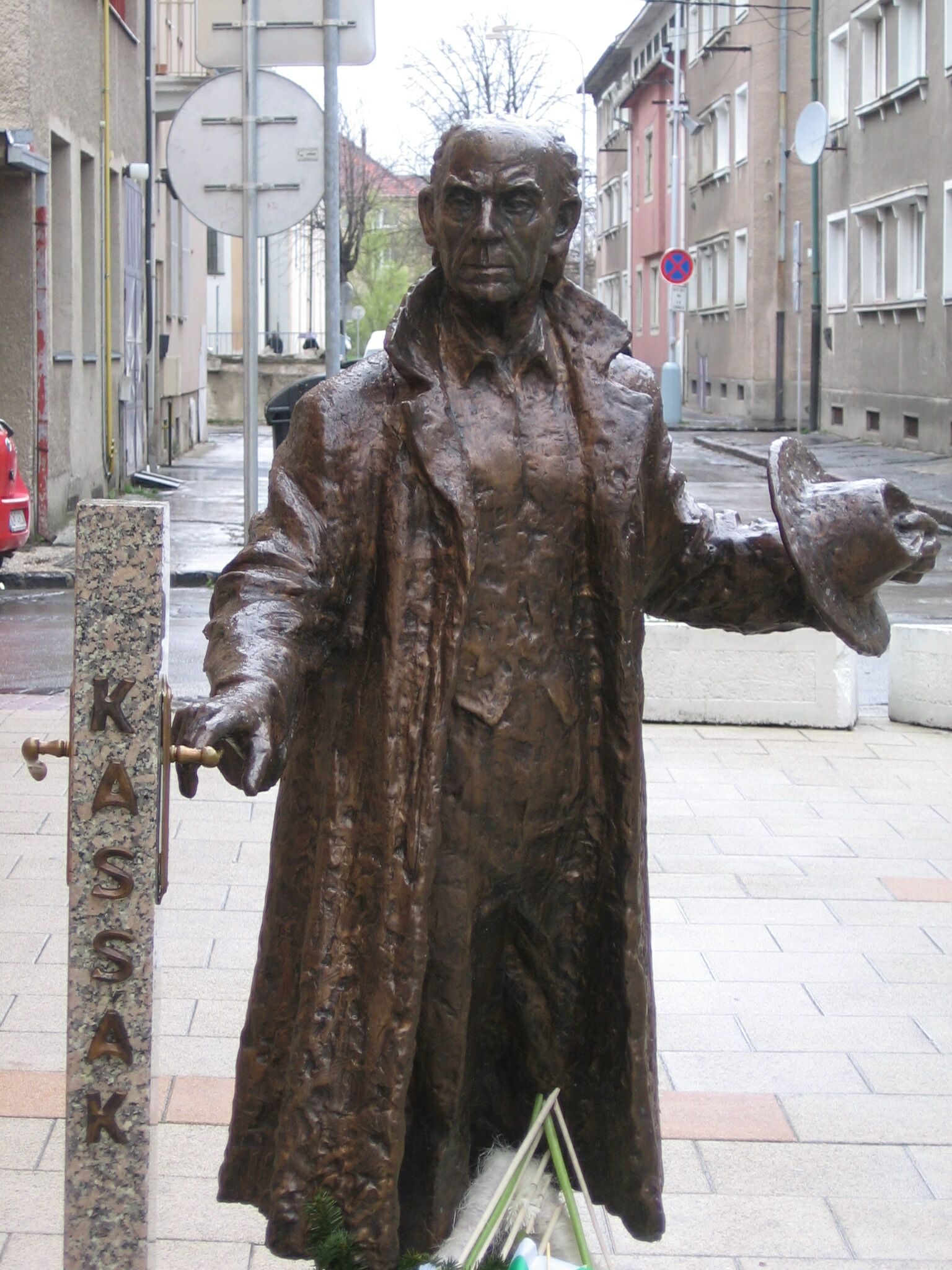
Пам'ятник Кашшаку в його рідному місті

Повернувшись в Будапешт, разом з Емілем Сітьєй займався виданням авангардистського журналу A Tett, який незабаром був закритий за антимілітаристські ідеї. Як і більшість діячів угорського авангарду, дотримувався лівих переконань (себе він характеризував як «соціалістичну людини»), брав участь у революційних подіях 1919, коли входив в «Письменницьку директорію» і вів гостру полеміку з Белою Куном.
У 1919-1926 жив в еміграції у Відні. В журналі «МА» («Сьогодні»), що видавався там Кашшаком публікувалися Курт Швиттерс, Оскар Шлеммер, Трістан Тцара, Лисицький і Олександр Архипенко. Кашшак проголошував ідею єдності технічної цивілізації і мистецтва. До групи «МА» входив також Ласло Мохой-Надь, разом з яким Кашшак видасть в 1921 у Відні «Книгу нових художників». У 1921 Кашшак сам зайнявся конструктивістськими проектами.
У 1926 Кашшак повернувся в Угорщину і займав посади редактора кількох авангардистських видань лівого спрямування — «Munka» («Праця») і «Dokumentum» («Документ»). В автобіографічному романі «Життя однієї людини», що виходив у журналі «Nyugat» в 1927-1935, відобразив не тільки власну важку юність, але і розвиток робітничого руху, комбінуючи реалізм і експресіонізм. За частини роману, присвячені революційним подіям, піддавався переслідуванням.
У 1947 відновився в Угорській соціал-демократичної партії, що в 1948 злилася з Угорською комуністичною партією в Угорську партію працівників.
Музей Лайоша Кашшака працює в палаці Зічі в Будапешті.